# Nietneria
Nietneria là một chi thực vật có hoa trong họ Nartheciaceae. Nó chứa 2 loài đã biết, cả hai đều là bản địa khu vực bắc Nam Mỹ.

## Các loài
1. Nietneria corymbosa Klotzsch & M.R.Schomb. ex B.D.Jacks. - Venezuela
2. Nietneria paniculata Steyerm. - Venezuela, Guyana, Serra Aracá